# Le Breakfast du champion
Le Breakfast du champion (titre original : Breakfast of Champions, or Goodbye Blue Monday) est un roman de métafiction[réf. nécessaire] de l'écrivain américain Kurt Vonnegut, Jr., paru en 1973 puis traduit en français et paru aux éditions du Seuil en 1974. Les éditions Gallmeister ont réédité le roman en français en 2014 sous le titre Le Petit Déjeuner des champions.

## Adaptations
En 1999, le roman connaît une adaptation au cinéma : Breakfast of Champions, avec à la réalisation Alan Rudolph mettant en vedette de Bruce Willis, Albert Finney, Nick Nolte et Omar Epps.